# Comisión de Arbitrajes de la Conmebol
La Comisión de Árbitros de la Conmebol es una comisión que aplica e interpreta las reglas del fútbol. Puede proponer las modificaciones pertinentes al Comité Ejecutivo. Designa a los árbitros y a sus asistentes en las competiciones organizadas por la Conmebol. pertenece a la Comisión de Árbitros de la FIFA.
Presidente del Comité es el paraguayo Carlos Alarcón.
La marca de artículos deportivos Diadora, proveerá los uniformes oficiales a los árbitros que participen de las competencias oficiales de la Confederación Sudamericana de Fútbol.